# Charles Joseph Lenoir
Pour les articles homonymes, voir Lenoir.
Charles Joseph Lenoir est un sculpteur français né le 6 décembre 1844 à Paris et mort le 17 juin 1899 à Rennes.

## Biographie
Charles Joseph Lenoir est admis à l’École des beaux-arts de Paris dans les ateliers de François Jouffroy, de Léon Cogniet, Jean-Baptiste Carpeaux et Jean-Baptiste Farochon  (1812-1871). Il débute au Salon en 1870.
À la déclaration de la guerre de 1870, il s'engage dans un corps de francs-tireurs, participe aux combats dans les rangs de l'Armée de la Loire et est blessé à Patay.
Il devient directeur de l'École régionale des beaux-arts de Rennes de 1881 à sa mort, ainsi que conservateur du musée des Beaux-Arts de Rennes.
Il est notamment l'auteur de trois statues à Rennes au parc du Thabor : L'Enlèvement d'Eurydice, La Chasse de Diane et Le Repos de Diane. On lui doit aussi le Gisant de Marie-Clémentine de Habsbourg (1798-1881) situé dans la chapelle royale de Dreux.
Il épouse Cécile Flore Thorel, qui lui donnera un fils, le sculpteur Pierre Lenoir, né à Paris le 23 mai 1878.
Charles Joseph Lenoir meurt à Rennes le 17 juin 1899.

## Œuvres
France
- Luçon : Monument à Richelieu.
- Nice, Musée des Beaux-Arts : Jeune faune faisant combattre deux coqs, groupe en marbre[5].
- Paimpol : un monument[Lequel ?].
- Penmarch : Monument aux morts.
- Paris :
  - hôtel de ville : La ville de Nice, 1881, statue en pierre, deuxième étage de la façade sur la rue de Lobau.
  - opéra Garnier, groupe sommital : Appollon, avec Aimé Millet.
  - parc Monceau : Joueur de billes.
  - palais du Trocadéro : L'Éducation, localisation actuelle inconnue.
- Pontrieux : un monument[Lequel ?].
- Rennes :
  - musée des Beaux-Arts :
    - Jeune faune faisant combattre deux coqs groupe en bronze, réduction[6] ;
    - Le Bain, groupe en plâtre ;
    - Jeune Mère avec ses deux enfants, terre cuite[7].

  - parc du Thabor :
    - Mercure emportant Eurydice aux enfers ;
    - La Chasse de Diane ;
    - Le Repos de Diane.
- square Kergus : L'Enfance de Jupiter, groupe en plâtre, œuvre disparue[8].
- Versailles, musée de Versailles[Lequel ?] : Buste de Joseph-Louis Duc (1802-1879), architecte.

Tunisie
- La Marsa, jardin de la résidence de l'ambassade de France dite la villa Dar El Kamila : Idylle, groupe en marbre.

- non localisé :
  - Adam et Eve, plâtre[9] ;
- Diane surprise par Actéon, terre cuite[10] ;

## Salons
- 1870 : Bacchante, groupe en plâtre (no 4667) ; Madame la baronne de…, buste en plâtre (no 4668).
- 1874 : Joueur de billes, statue en plâtre, 1,60 m (no 2995), médaille de 3e classe.
- 1875 : Jeune faune faisant combattre deux coqs, groupe en plâtre (no 3216).
- 1876 : Joueur de billes, marbre (no 3420) ; Jeune faune faisant combattre deux coqs, groupe en bronze (no 3421).
- 1877 : L'Amour blessé, statue en plâtre (no 3953) ; Un enfant, buste en plâtre (no 3952).
- 1878 : L'Éducation, statue en pierre acquise par l'État ; Idylle, groupe en plâtre (no 4403).
- 1879 : Jeune faune faisant combattre deux coqs, groupe en marbre (no 5177), acquis par l'État la même année.
- 1881 : Le Bain, groupe en plâtre (no 4059).
- 1886 : Idylle, groupe en marbre (no 4189).

## Expositions
- Exposition universelle de 1878 : Joueur de billes, marbre (no 1322), acquis par la Ville de Paris.

## Élèves
- Victor Boner (1871-1951), vers 1894.

Œuvres de Charles Joseph Lenoir
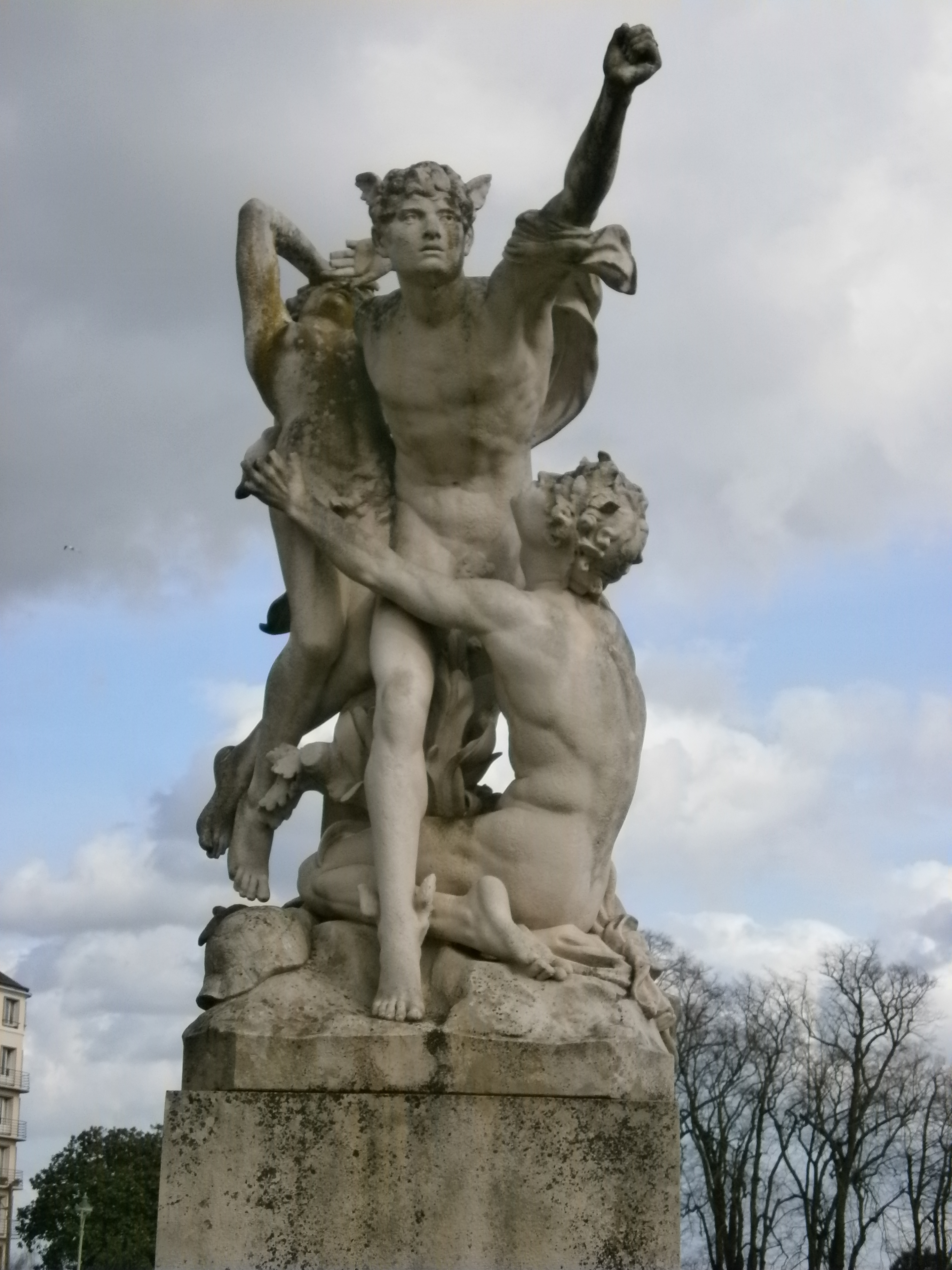
L'Enlèvement d'Eurydice, Rennes, parc du Thabor.
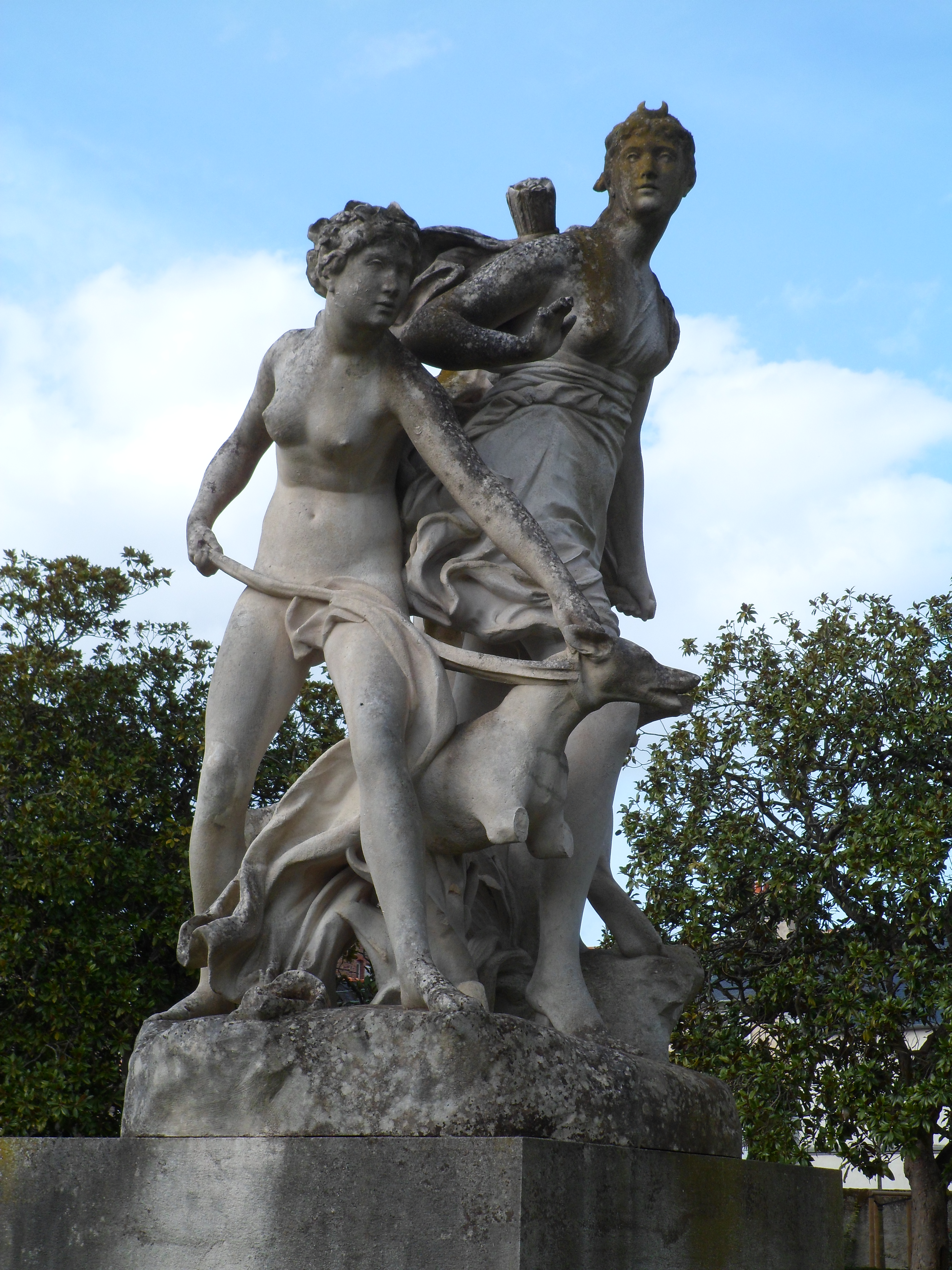
La Chasse de Diane, Rennes, parc du Thabor.
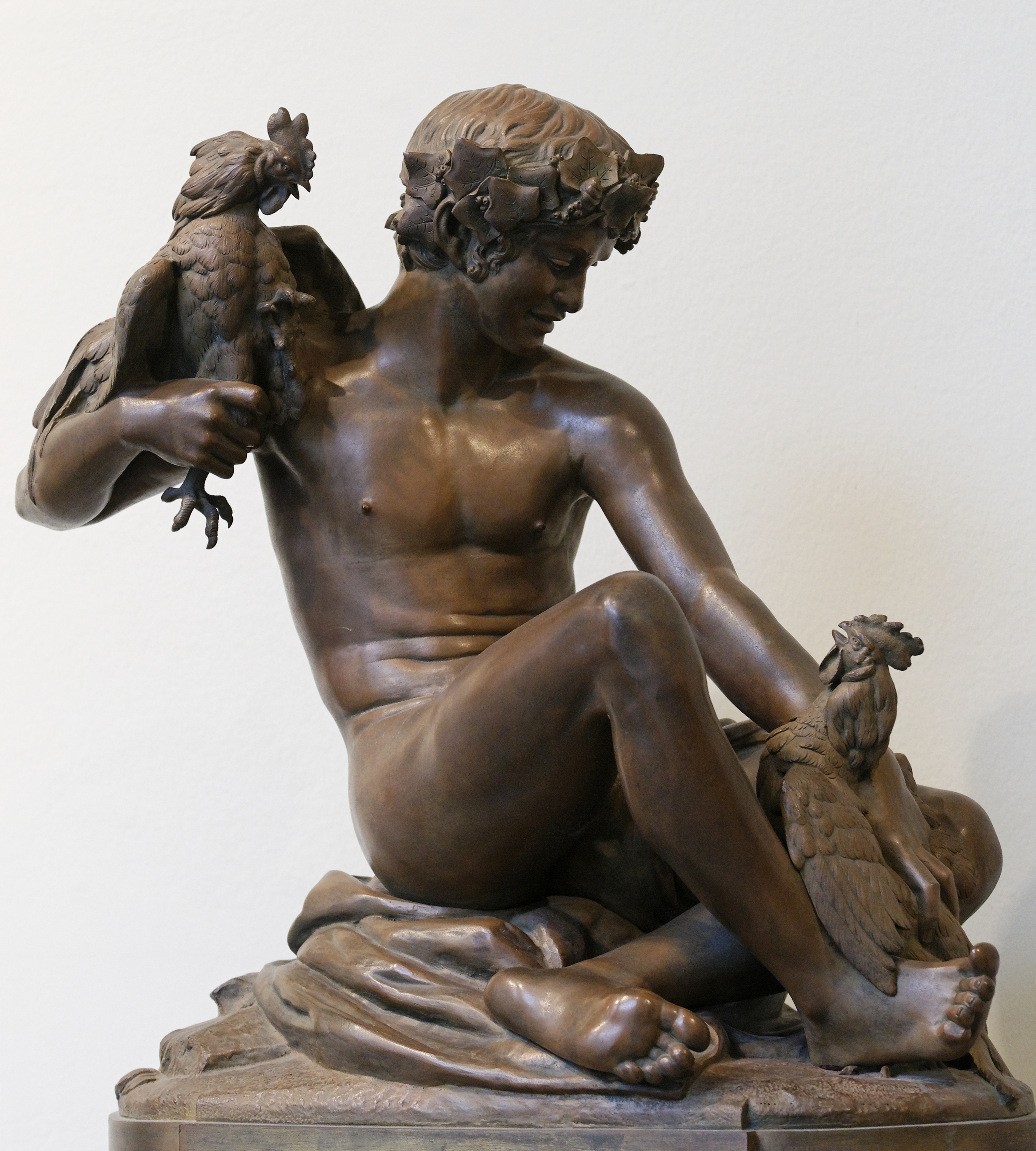
Jeune Faune faisant combattre deux coqs, bronze, musée des Beaux-Arts de Rennes.
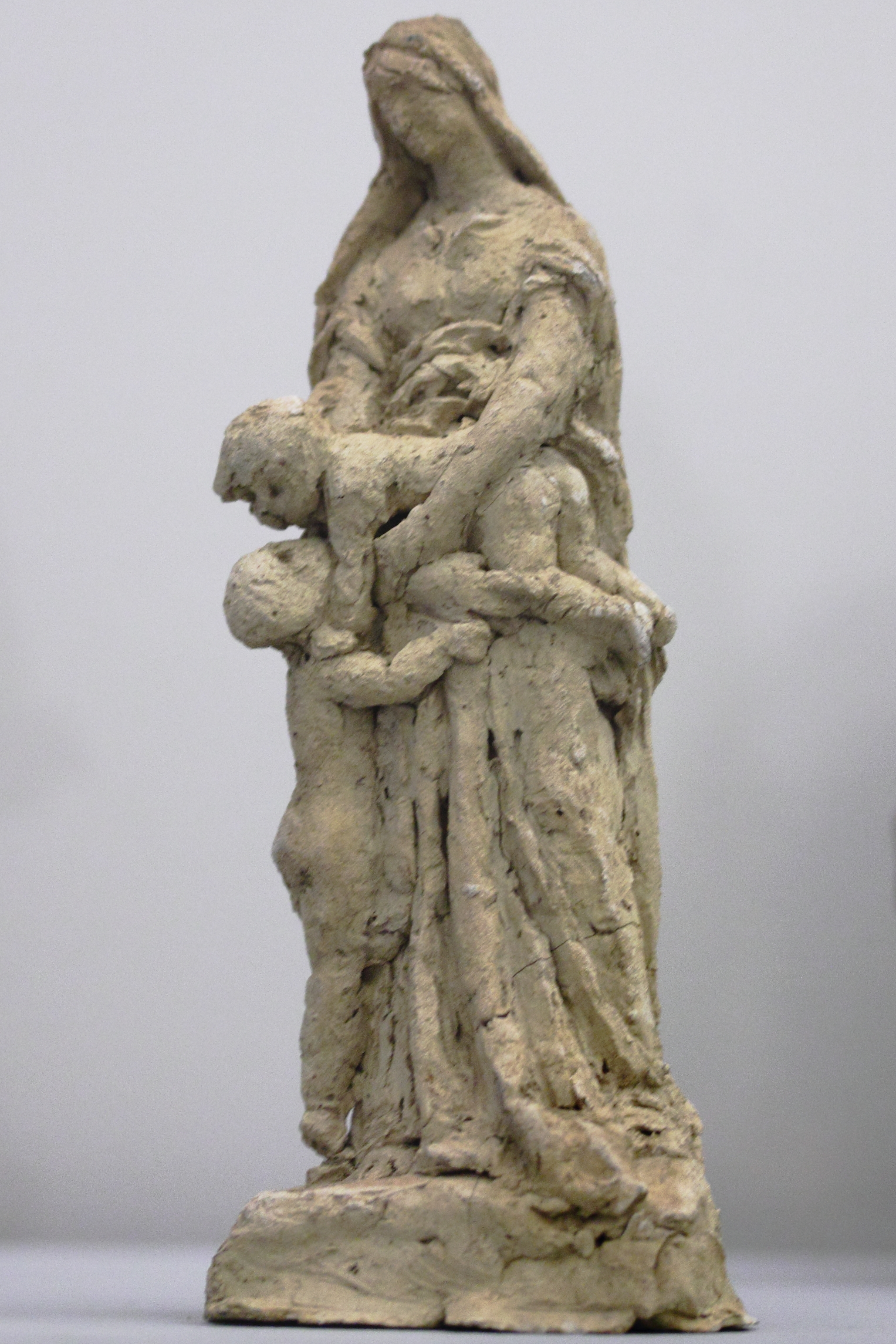
Jeune Mère avec ses deux enfants, terre cuite, musée des Beaux-Arts de Rennes.